# Gian Luca Zanetti
Gian Luca Zanetti (Bagolino, 12 aprile 1872 – Milano, 4 dicembre 1926) è stato un avvocato, giornalista e editore italiano, fu presidente della società editrice Unitas, direttore del quotidiano pomeridiano milanese “La Sera” (dal 1917 al 1924), della “Rivista d'Italia” e de “L'Industria”.

## Biografia
Nacque a Bagolino (Brescia), paese dell'alta valle Sabbia, situato al confine con il Trentino.
Figlio di Domenica Pelizzari (dei Retec), possidente, e del notaio Stefano Zanetti, che era stato già sostenitore politico di Giuseppe Zanardelli, e con cui fu consigliere provinciale nella Provincia di Brescia. Per il giovane Zanetti, Zanardelli fu riferimento ed esempio. Gian Luca Zanetti compì gli studi liceali a Brescia, si laureò in Giurisprudenza all'Università degli Studi di Pavia. La sua tesi, “La legge romana retica-coirese o udinese”, ottenne il premio Cossa.
Fu tra i promotori e primissimi aderenti alla Società Dante Alighieri concorrendo a fondare i comitati di Brescia e di Pavia. Perseguì gli ideali mazziniani, fu liberale e democratico, sostenne con determinazione la diffusione della cultura e l'istruzione di tutti i ceti sociali, si impegnò per l'affermazione del cooperativismo. Fece parte dell'organo esecutivo della Lega nazionale delle cooperative. Nel 1898, allorché ne furono arrestati i capi e il segretario Maffi (moti di Milano), Zanetti resse temporaneamente la Lega.
Fautore delle Casse rurali di Raiffeisen, prese parte attiva a questo movimento seguendo Leone Wollemborg. Nel movimento cooperativo conobbe il bresciano Luigi Buffoli, che lo chiamò a coprire la carica di segretario dell'Unione cooperativa di Milano, alle maggiori opere della quale collaborò. Con Buffoli partecipò al movimento cooperativo internazionale e fu relatore in diversi congressi. Colpite le cooperative italiane dalla proibizione di esercitare il commercio in Germania, gli venne affidata la missione di difenderne le ragioni a Berlino, ove sostenne con esito vittorioso la difesa dei diritti italiani.
Nel 1903 si sposò a Padova con Valeria Betti, che morì prematuramente nel 1922.
Nel 1910, per breve periodo di tempo, diresse “Il Popolo”, organo settimanale della democrazia bresciana.
L'avvocatura fu la sua principale professione, iniziata presso lo studio del senatore Luigi Rossi (1852-1911), esperto di diritto commerciale, in via della Spiga n. 1, ove rimase sino alla morte del senatore Rossi. Successivamente aprì il suo studio in corso Venezia n. 48. Più avanti aprì uno studio anche a Roma, in società con l'ex presidente del Consiglio Ivanoe Bonomi, in via delle Convertite 21. Tra i suoi clienti ebbe grandi industriali ed istituti bancari, fu anche membro del Consiglio nazionale dell'Ordine degli Avvocati.
Partecipò giovanissimo all'attività nazionale trentina (fino al 1918 il Trentino fece parte dell'Impero austro-ungarico) e fu fiduciario politico fra gruppi trentini e italiani, scrisse di cose trentine fino al 1895 sul giornale “La Riforma” di Francesco Crispi. Durante gli anni della prima guerra mondiale si schierò con l'interventismo democratico, svolgendo compiti di assistenza e supporto ai patrioti trentini rifugiati.
Rivestì cariche pubbliche amministrative nel suo comune di nascita: Bagolino; rimase vicino alla gente delle sue montagne, per la quale fu sempre un fondamentale riferimento ed appoggio, sempre pronto a difenderne le ragioni.
Nel 1917 effettuò in società con Edgardo Longoni l'acquisizione del quotidiano pomeridiano “La Sera” di Milano, per contribuire a formare un'opinione pubblica illuminata e libera e per concorrere a sostenere lo sforzo bellico. Ne assunse di fatto la direzione con una linea politica che trovava radici nel pensiero democratico di Zanardelli e che sostenne il liberalismo di Giolitti. Attorno al quotidiano venne fondata la società editrice «Unitas», della quale egli fu presidente.
Il progetto editoriale si ampliò con l'acquisizione della “Rivista d'Italia”, periodico fondato da Giosuè Carducci, Domenico Gnoli e Giuseppe Chiarini. Diresse il mensile, sul quale apparvero tra l'altro contributi di Luigi Einaudi, Vilfredo Pareto, Guglielmo Ferrero, Gaetano Salvemini, Filippo Meda, Giuseppe Prezzolini, Gina Lombroso, Ada Negri, Diego Valeri, e di tanti storici, economisti, giuristi, letterati e politici. La “Rivista d'Italia” diede voce a un libero dibattito: un articolo di Vilfredo Pareto sul concetto di nazione, apparso sulla rivista nel 1918, diede luogo ad un ampio dibattito.    
Acquisì all'Unitas anche “L'Industria”, rivista tecnologica, scientifica ed economica (della quale egli fu pure direttore), “Il Pensiero medico” e alcuni periodici di moda, tra i quali la “Révue de l'Elégance”. L'Unitas pubblicò libri di politica, storia, filosofia, letteratura ed arte, una collana di classici per i giovani e testi scolastici.
Riguardo al fascismo, che in quegli anni aveva fatto irruzione nella vita politica del paese, egli ne fu severamente critico, controllò che i giornali dell'Unitas non si piegassero a intimidazioni o fossero proni al governo fino a che, duramente attaccato per la sua linea politica e messo in minoranza nella compagine societaria, dovette vendere la testata del quotidiano. Nel numero del 14-15 febbraio 1924 diede addio ai lettori de “La Sera”. Nel suo congedo si legge il suo pensiero: 
Riuscì a mantenere la presidenza della Unitas e la direzione delle riviste sino al 4 dicembre 1926, giorno in cui morì a Milano, a soli 54 anni.

## Opere
- Gian Luca Zanetti, La cooperazione, “La Vita internazionale”, dicembre 1898.
- Gian Luca Zanetti, La legge romana retica-coirese o udinese, Milano, Ulrico Hoepli editore, 1900.